# 武珍年
武珍年（1942年—），女，山西文水人，中国导演，上海电影制片厂导演，中国电视剧飞天奖优秀导演。